# Zaommoencyrtus academus
Zaommoencyrtus academus är en stekelart som först beskrevs av Trjapitzin 1967.  Zaommoencyrtus academus ingår i släktet Zaommoencyrtus och familjen sköldlussteklar. Inga underarter finns listade i Catalogue of Life.